# En gång i Havanna
En gång i Havanna, roman från 1993 av Björn Afzelius.
Romanen är Afzelius personliga uppgörelse med det politiska systemet på Kuba. Den beskriver hur en svensk sångare, Johnny Ceder, kommer till Kuba för att ha semester efter att ha jobbat ett tag i Managua. På en fest träffar han till synes av en slump den kubanska kvinnan Mercedes Betancourt, en för tillfället arbetslös filmvetare. De blir blixtförälskade och har en mycket passionerad romans. Men de inser snart att villkoren för deras kärlek dikteras av krafter som de själva inte kan kontrollera. Romanen utvecklar sig till en lång kamp för att deras kärlek ska accepteras, samtidigt som den på ett mycket kritiskt sätt beskriver den politiska utvecklingen i Fidel Castros Kuba.
Afzelius har själv kommenterat romanen som ett svar på de känslor han fick när han inte längre kunde förneka det faktum att Kuba utvecklats till en diktatur. År 1978 hade han skrivit sången Tankar i Havanna, i vilken han bland annat sjunger att han känner sig "stark inför socialismens idé, som enade Kubas folk att resa sig mot förtryckarna och slänga dem ut i sjön". Afzelius förblev under hela sitt liv en stor vän till det kubanska folket och han har vid flera tillfällen kallat Kuba sitt favoritland. Dock upphörde hans försvar av den kubanska revolutionen efter ett tag och han började aktivt att stödja oppositionen med ekonomiska medel.